# Vermilion Parish
Das Vermilion Parish (französisch Paroisse de Vermilion) ist ein Parish im Bundesstaat Louisiana der Vereinigten Staaten. Bei der Volkszählung im Jahr 2020 hatte das Parish 57.359 Einwohner und eine Bevölkerungsdichte von 18,9 Einwohnern pro Quadratkilometer. Der Verwaltungssitz (Parish Seat) ist Abbeville.

## Geographie

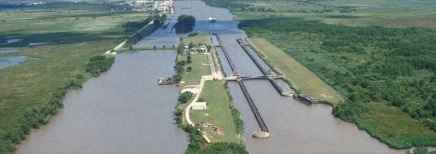
Gulf Intracoastal Waterway

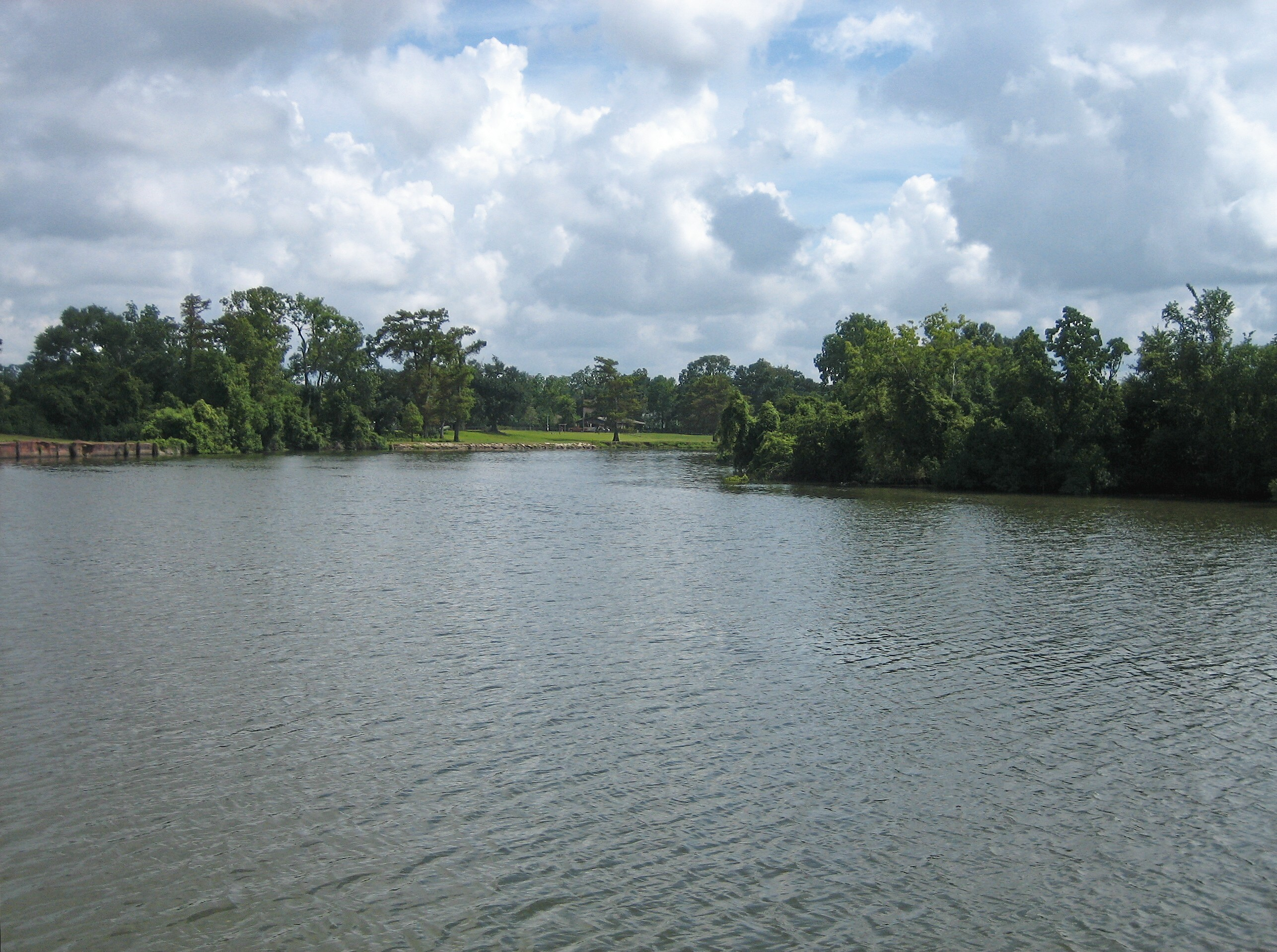
Vermilion River

Das Parish liegt im Süden von Louisiana am Golf von Mexiko und hat eine Fläche von 3984 Quadratkilometern, wovon 944 Quadratkilometer Wasserfläche sind.
Die größten Wasserstraßen sind der Gulf Intracoastal Waterway entlang der Küste und der Vermilion River.
Das Vermilion Parish grenzt an folgende Parishes:
| Jefferson Davis Parish | Acadia Parish | Lafayette Parish |
| Cameron Parish         |               | Iberia Parish    |
|                        |               |                  |

## Geschichte
Das Vermilion Parish wurde 1844 aus Teilen des Lafayette Parish gebildet.
19 Bauwerke und Stätten des Parish sind im National Register of Historic Places eingetragen (Stand 10. November 2017).

## Demografische Daten

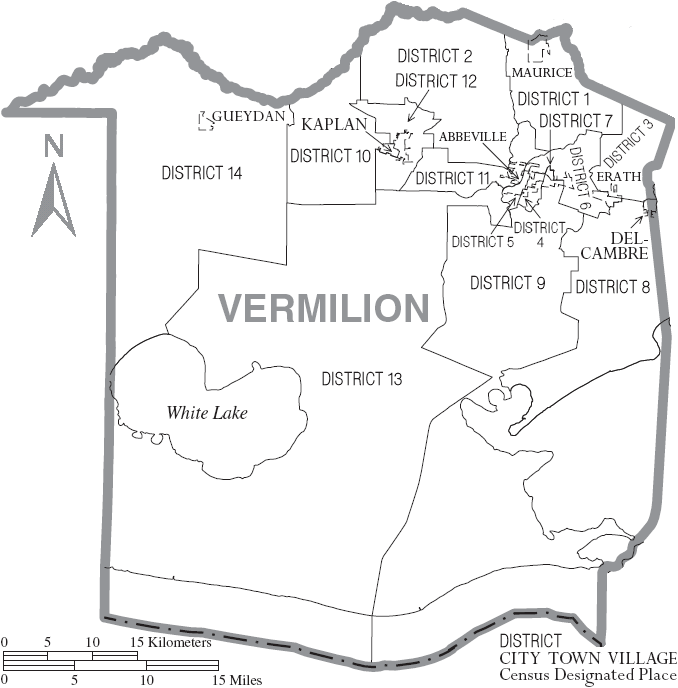
Karte des Vermilion Parish

Nach der Volkszählung im Jahr 2000 lebten im Vermilion Parish 53.807 Menschen in 19.832 Haushalten und 14.457 Familien. Die Bevölkerungsdichte betrug 18 Einwohner pro Quadratkilometer. Ethnisch betrachtet setzte sich die Bevölkerung zusammen aus 82,68 Prozent Weißen, 14,17 Prozent Afroamerikanern, 0,30 Prozent amerikanischen Ureinwohnern, 1,82 Prozent Asiaten, 0,01 Prozent Bewohnern aus dem pazifischen Inselraum und 0,26 Prozent aus anderen ethnischen Gruppen; 0,76 Prozent stammten von zwei oder mehr Ethnien ab. 1,38 Prozent der Bevölkerung waren spanischer oder lateinamerikanischer Abstammung, die verschiedenen der genannten Gruppen angehörten.
Von den 19.832 Haushalten hatten 37,1 Prozent Kinder und Jugendliche unter 18 Jahre, die bei ihnen lebten. 55,5 Prozent waren verheiratete, zusammenlebende Paare, 13,0 Prozent waren allein erziehende Mütter, 27,1 Prozent waren keine Familien, 23,1 Prozent waren Singlehaushalte und in 10,9 Prozent lebten Menschen im Alter von 65 Jahren oder darüber. Die Durchschnittshaushaltsgröße betrug 2,67 und die durchschnittliche Familiengröße lag bei 3,16 Personen.
Auf das gesamte Parish bezogen setzte sich die Bevölkerung zusammen aus 28,1 Prozent Einwohnern unter 18 Jahren, 9,4 Prozent zwischen 18 und 24 Jahren, 28,2 Prozent zwischen 25 und 44 Jahren, 20,8 Prozent zwischen 45 und 64 Jahren und 13,5 Prozent waren 65 Jahre alt oder darüber. Das Durchschnittsalter betrug 35 Jahre. Auf 100 weibliche kamen statistisch 93,9 männliche Personen. Auf 100 Frauen im Alter von 18 Jahren oder darüber kamen 89,8 Männer.
Das jährliche Durchschnittseinkommen eines Haushalts betrug 29.500 USD, das Durchschnittseinkommen der Familien betrug 36.093 USD. Männer hatten ein Durchschnittseinkommen von 31.044 USD, Frauen 18.710 USD. Das Prokopfeinkommen betrug 14.201 USD. 17,4 Prozent der Familien und 22,1 Prozent der Bevölkerung lebten unterhalb der Armutsgrenze. Davon waren 30,0 Prozent Kinder oder Jugendliche unter 18 Jahre und 21,4 Prozent waren Menschen über 65 Jahre.

## Orte im Parish
- Abbeville
- Andrew
- Bancker
- Boston
- Camille
- Charon
- Cheniere au Tigre
- Delcambre1
- Erath
- Esther
- Forked Island
- Grosse Isle
- Gueydan
- Henry
- Indian Bayou
- Intracoastal City
- Kaplan
- Leleux
- Leroy
- Mack
- Maurice
- Meaux
- Mulvey
- Nunez
- Pecan Island
- Perry
- Riceville
- Rose Hill
- Theall
- West Erath
- Youngs

1 – teilweise im Iberia Parish